# Jerez de García Salinas
Jerez de García Salinas är en ort i Mexiko.   Den ligger i kommunen Jerez och delstaten Zacatecas, i den centrala delen av landet, 500 km nordväst om huvudstaden Mexico City. Jerez de García Salinas ligger 1 999 meter över havet och antalet invånare är 43 064.
Terrängen runt Jerez de García Salinas är platt norrut, men söderut är den kuperad. Runt Jerez de García Salinas är det ganska glesbefolkat, med 31 invånare per kvadratkilometer. Jerez de García Salinas är det största samhället i trakten. Trakten runt Jerez de García Salinas består i huvudsak av gräsmarker.